# Le Bois-Hellain
Le Bois-Hellain é uma comuna francesa na região administrativa da Normandia, no departamento de Eure. Estende-se por uma área de 3,2 km². Em 2010 a comuna tinha 222 habitantes (densidade: 69,4 hab./km²).